# The Post War Dream
Pistes de The Final Cut
Your Possible Pasts
(2)
The Post War Dream est une chanson du groupe de rock progressif britannique Pink Floyd. C'est le premier titre de l'album The Final Cut paru en 1983.

## Composition
La chanson débute au son d'un autoradio qui change plusieurs fois de station. Il diffuse des extraits de journaux radiophoniques qui mentionnent notamment un projet d'abri antiatomique à Peterborough, dans le Cambridgeshire, ainsi que la construction d'un nouveau porte-conteneurs au Japon pour remplacer le Atlantic Conveyor, un navire britannique coulé le 25 mai 1982, durant la guerre des Malouines.
La chanson dure environ 3 minutes. Elle est composée de plusieurs effets spéciaux, tels des cris et des sons de bateaux. La musique commence calmement avec des synthétiseurs, le chant de Roger Waters, et un orchestre. Vers 2 minutes 15 secondes, la chanson devient plus intense avec l'arrivée de la guitare électrique et de la batterie. La chanson se termine avec des effets sonores qui se poursuivent au début de la chanson suivante, Your Possible Pasts.
Par ailleurs, Roger Waters s’inspire dans sa façon de chanter de la chanson « Sam Stone » de John Prine parue en 1971.

## Musiciens
- Roger Waters : chant, basse
- David Gilmour : guitares
- Nick Mason : batterie
- Andy Bown : orgue
- Michael Kamen : harmonium, direction de l'orchestre
- National Philharmonic Orchestra : cuivres, cordes

## Liens
- Site officiel de Pink Floyd
- Site officiel de Roger Waters